# Autosomal-dominante Ichthyose
Die Autosomal-dominante Ichthyose (ADI) ist die häufigste Form der Ichthyose.
Synonyme sind:  Ichthyosis vulgaris; Fischschuppenkrankheit; autosomal-dominante Ichthyosis vulgaris (ADI)

## Verbreitung
Die Häufigkeit wird mit 1 auf 200 bis 400 Kinder angegeben, die Vererbung erfolgt autosomal-dominant.

## Ursache
Der Erkrankung liegen Mutationen im FLG-Gen auf Chromosom 1 Genort q21.3 zugrunde, welches für  das Protein Filaggrin kodiert.
Mutationen dieses Genes finden sich auch beim atopischen Ekzem.
Bei etwa der Hälfte der Betroffenen entwickelt sich ein solches Ekzem, bei etwa 20 % andere Atopien wie Rhinitis allergica und Asthma bronchiale.

## Klinische Erscheinungen
Klinische Kriterien sind:
- Verminderte Schweißproduktion
- Sebostase
- Sehr variable ausgeprägte fest sitzende hellgraue, seltener braun-schwarze Schuppen, symmetrisch extremitätenbetont
- Streckseiten der Beine betroffen, Ellenbeugen, Achseln, Leiste, Kniekehlen ausgespart
- Vermehrte Handlinienzeichnung „Ichthyosehand“

## Differentialdiagnose
Abzugrenzen sind die X-chromosomal-rezessive Ichthyose, erworbene Formen der Ichthyose und das atopische Ekzem.

## Geschichte
Die älteste Beschreibung stammt wohl aus dem Jahre 1777 durch den französischen Arzt Anne Charles Lorry (1726–1783).
Jean-Louis Alibert veröffentlichte im Jahre 1806 eine Beschreibung, gefolgt von Robert Willan im Jahre 1808.